# Hypena indicalis
Hypena indicalis là một loài bướm đêm trong họ Erebidae.